# Jaromír Kohoutek
Jaromír Kohoutek (4. srpna 1905, Olomouc – 24. října 1976, Olomouc) byl český fotograf a předseda Krajského poradního sboru pro fotografii v Olomouci, od roku 1958 předseda skupiny DOFO.

## Život a dílo
Jaromír Kohoutek se věnoval fotografování od svých 12 let, jako fotograf byl autodidakt. Byl členem Českého klubu fotografů amatérů. Patřil k zakladatelům skupiny DOFO a jako nejstarší člen byl od roku 1958 jejím předsedou. Pracoval ve Výzkumném ústavu zelinářském.
Jako fotograf se věnoval zejména zátiším z aranžovaných částí zeleniny a makrofotografie jejích detailů z let 1967–1968 patří k vrcholům jeho tvorby. Zajímal se také o divadelní fotografii a herecký portrét. Jeho krajinářská tvorba se vyznačuje grafickým pojetím. V omezené míře užíval také speciální techniky. Z jeho díla se dochovalo pouze torzo.

### Zastoupení ve sbírkách
- Moravská galerie v Brně
- Muzeum umění Olomouc

### Autorský katalog
- Jaromír Kohoutek, text Václav Zykmund, Dům umění města Brna 1969

### Katalogy
- Fotoskupina DOFO Olomouc, skládačka, Dům umění města Brna 1960
- Václav Zykmund, Fotografie skupiny DOFO: Hajn, Kohoutek, Kytka, Přeček, Reichmann, Vávra, kat. 8 s., Dům umění města Brna 1965
- Antonín Dufek a kol., Fotoskupina DOFO: fotografie z let 1958–1975, 84 s., Moravská galerie v Brně 1995

### Antologie
- Anna Fárová, Současná fotografie v Československu, Obelisk, Praha 1972
- Vladimír Birgus, Jan Mlčoch, Česká fotografie 20. století, Uměleckoprůmyslové museum, Praha 2005, ISBN 80-86217-89-2

### Encyklopedie
- Vladimír Birgus a kol., Encyklopedie českých a slovenských fotografů, ASCO, Praha 1993, ISBN 80-7046-018-0
- Slovník českých a slovenských výtvarných umělců 1950–2001 (V. Ka – Kom), Výtvarné centrum Chagall, Ostrava 2000, s. 296